# The Apples In Stereo
The Apples In Stereo är en amerikansk rockgrupp bildad 1992 i Denver, Colorado, med sångaren, låtskrivaren och producenten Robert Schneider som central medlem. 
Gruppen debuterade 1993 med EP:n Tidal Wave på den egna etiketten Elephant Six, som framöver även skulle bli benämning på det lösare kollektiv av musikaliskt närbesläktade artister som rörde sig kring skivbolaget. Efter ytterligare en EP och ett flertal medlemsbyten följde fullängdsdebuten Fun Trick Noisemaker (1995), där gruppen framträdde som ett tämligen traditionellt alternativpopband med ett för tiden typiskt nedproducerat sound. 
På den efterföljande Tone Soul Evolution (1997) är ljudbilden renare och bandets 60-talsinfluenser tydligare. Her Wallpaper Reverie (1999) med sina många skissartade passbitar hade en tydlig psykedelisk riktning medan The Discovery of a World Inside the Moone (2000) var en luftigare produktion där Motown nu även kunde läggas till inspirationskällorna. Den rakare och gitarrockdrivna Velocity of Sound (2002) klockade in på under halvtimmen och var ett närmande mot gruppens uttryck live. 
Efter ett längre uppehåll, då Schneider bland annat ägnade sig åt sitt gamla sidoprojekt Marbles och det nystartade bandet Ulysses, återkom The Apples 2007 med skivan New Magnetic Wonder. De för Elephant Six-banden utmärkande psykedeliska inslagen var nu så gott som helt borta. Likafullt är skivan en av gruppens starkare låtsamlingar. I samband med utgivningen tillkännagavs att originalmedlemmen Hilarie Sidney lämnar bandet för att satsa på den egna gruppen The High Water Marks som skivdebuterade 2004. 
Robert Schneider har även producerat andra artister intimt förknippade med Elephant Six-kollektivet, däribland The Olivia Tremor Control och Neutral Milk Hotel.

## Medlemmar
Nuvarande medlemmar
- Robert Schneider – gitarr, sång (1992 – )
- John Hill – gitarr (1994 – )
- Eric Allen – basgitarr (1995 – )
- John Dufilho – trummor (2006 – )
- John Ferguson – sång, keyboard (2007 – )

Tidigare medlemmar
- Hilarie Sidney – trummor, sång (1992 – 2006)
- Jim McIntyre – basgitarr (1992 – 1994)
- Chris Parfitt – gitarr (1992 – 1994)
- Chris McDuffie – keyboard (1998 – 2002)
- Bill Doss – sång, keyboard (2006 – 2012; död 2012)

## Diskografi
Studioalbum
- Fun Trick Noisemaker (1995)
- Tone Soul Evolution (1997)
- Her Wallpaper Reverie (1999)
- The Discovery of a World Inside the Moone (2000)
- Velocity of Sound (2002)
- New Magnetic Wonder (2007)
- Travellers in Space and Time (2010)

EP
- Tidal Wave 7" (1993)
- Hypnotic Suggestion EP (1994)
- Look Away + 4 (2000)
- Let's Go! (2001)

Livealbum
- Live in Chicago (2001)

Samlingsalbum
- Science Faire (1996)
- Sound Effects (2001)
- Electronic Projects for Musicians (2008)
- #1 Hits Explosion (2009)

Singlar
- "Time for Bed" / "I Know You'll Do Well" (1994) (delad singel med The Olivia Tremor Control)
- "Onto Something" (1996) (delad singel med Sportsguitar)
- "Man You Gotta Get Up" (1998)
- "Everybody Let Up" (2000)
- "The Bird That You Can't See" (2000) (Promo)
- "Please" (2002)
- "That's Something I Do" (2002) (Promo)
- "On Your Own" (2002) (Promo)
- "Holiday Mood" (2006)